# Ordre de Sainte-Élisabeth
Pour les articles homonymes, voir Ordre d'Élisabeth (Autriche).
L’ordre de Sainte-Élisabeth (en allemand, Sankt Elisabethenorden) est un ordre de chevalerie et de bienfaisance féminin fondé sous la Bavière électorale, en 1766, en l’honneur de sainte Élisabeth de Hongrie.

## Membres notables
- 18 octobre 1766 : Élisabeth-Auguste de Palatinat-Soulzbach ;
- 19 novembre 1766 : Amélie de Deux-Ponts-Birkenfeld ;
- 1771 : Cunégonde de Saxe ;
- 1782 : Augusta de Saxe ;
- 1794 : Caroline-Auguste de Bavière ;
- 1833 : Ludovica de Bavière ;
- 1839 : Marie-Amélie du Brésil ;
- 1900 : Marie de Hohenzollern-Sigmaringen ;
- 1900 : Joséphine de Belgique ;
- 1900 : Henriette de Belgique ;
- Amélie d’Espagne ;
- Gisèle d’Autriche ;
- Isabelle-Antoinette de Croÿ ;
- Louise d’Orléans ;
- Marie-Élisabeth de Bavière ;
- Marie-Pie de Bourbon-Siciles ;
- Marie-Thérèse d'Espagne ;
- Marie-Valérie d’Autriche ;
- Thérèse de Bavière (it) ;
- Marie-Élisabeth en Bavière.